# Screamworks: Love in Theory and Practice
Screamworks: Love in Theory and Practice, Chapters 1–13 (englisch für etwa „Aufschreiwerke: Liebe in Theorie und Praxis, Kapitel 1-13“) ist das siebte Studioalbum der finnischen Band HIM. Mit der Veröffentlichung am 12. Februar 2010 (Großbritannien und Frankreich 8. Februar, USA 9. Februar, Japan 10. Februar) fällt es als erstes Studioalbum aus dem bisherigen zweijährigen Veröffentlichungszyklus der HIM-Alben. Es erschien kurz vor dem Valentinstag.

## Albumtitel
Wie auch bei Deep Shadows and Brilliant Highlights ist der Titel recht lang ausgefallen und repräsentiert das vom Sänger oft angesprochene Yin-und-Yang-Verhältnis, da Liebe seiner Meinung nach weder theoretisch noch praktisch sei. Das Wortspiel Screamworks ist eine Kombination aus dem Wort scream, wobei Ville auf dem Album häufig zu hören ist, nämlich mit diversen Freudenschreien, Schmerzensschreien und Urschreien und dem Wort works, wie es in einer seiner Lieblingsphrasen "Selected Works of..." vorkommt. Letzteres symbolisiert zusätzlich die Zusammenarbeit der Bandmitglieder und stellt das Album als Gesamtwerk dar.

## Albumcover
Auf dem Album ist im Pop-Art-Stil eine Nonne abgebildet. Als Grundlage diente eine Fotografie einer hölzernen Nonnenskulptur, die sich in Ville Valos Besitz befindet. Das Bild wurde von Matt Taylor und Valo designt. Die Hauptfarben sind weiß und türkis. Im Booklet befinden sich die Liedtexte und ein Foto von Ville Valo. Von den anderen Bandmitgliedern sind keine Fotos enthalten.

## Entstehungsgeschichte
Nach dem härteren Vorgängeralbum Venus Doom sei dies nun der Versuch sich wieder auf das zu konzentrieren, was die Band am besten könne, gesteht der Frontmann im Interview mit Metal Hammer. Inspiration für das Album ist laut dem Magazin eine Frau, von der der Songwriter nicht genau wisse ob sie das sei, was er suche, aber zumindest habe sie dafür gesorgt, dass er über dieses Thema nachdenke. Die Songs entstanden in seinem Hotelzimmer in Los Angeles, wo das Album vom 3. August bis zum 8. Oktober 2009 aufgenommen wurde.
Nachdem sich Valo die Grundideen der Lieder ausgedacht hatte, begannen HIM mit dem Ausarbeiten der Lieder. Sie probten ca. sieben Monate und machten einige Demos. Die anschließenden Aufnahmen für das Album fanden im The Lair Studio in Los Angeles statt. Produziert wurde es von Matt Squire (Panic! at the Disco, Katty Perry, The Used) und gemixt von Neal Avron in den Paramount Studios. Zum ersten Mal arbeiteten HIM mit einem amerikanischen Produzenten, da sie einen amerikanischen Sound für ihr Album wollten. Valo sagte: […] Wir hatten die Idee, Depeche Mode und The Cult zu vermischen, einen breit angelegten amerikanischen Rocksound mit Kraftwerk. Also Synths aus der Zeit Ende der Siebziger, Anfang der Achtziger […].

## Musikstil und Thematik

### Musikstil
Schränkte er auf dem letzten Album noch die seiner Meinung nach "heiteren Keyboards" stark ein, so treten sie hier in 80er Jahre Manier wieder stärker in Erscheinung. Der Grund für diesen Unterschied liegt nach Valo am Musikgeschmack der Band während der Entstehungsphase: "Damals haben wir viel My Dying Bride, Cathedral, Anathema oder auch Paradise Lost gehört. Und diese Bands haben uns bei Venus Doom extrem beeinflusst. [...] Wir hatten keine Lust auf Venus Doom 2. Als ich anfing, die Songs zu schreiben, liefen die Gitarren wie von allein in die Rock-’n’-Roll- und Metal-Richtung. Da haben wir uns sicherlich von Rage Against The Machine und den Stone Temple Pilots anstecken lassen, […]"

### Thematik
Ville Valo sagte er hatte eine Muse für das Album. Es ist aber nicht das erste Mal, dass er den Begriff Muse verwendete, auch bei Razorblade Romance sprach er von seiner Freundin als Muse. Er sagte folgendes über die Screamworks-Muse:

“I was nearly in love. Well, I think I was. […] I had been at a standstill and I was wondering whether I had reached the end. […] but then I suddenly felt all giddy inside. […] I saw a bit of light at the end of the tunnel and for once it didn’t feel like an oncoming train. I didn’t pursue the possibility too far though because it had already given me lots of inspiration to write songs. That sums up my perverse sense of being – I ended up spending more time writing about it than actually doing it. […]”

„Ich war beinahe verliebt. Na ja, das glaube ich zumindest. [...] Ich war an einem Punkt angelangt an dem ich nicht wusste wie es weitergehen soll und ich fragte mich, ob das das Ende war. […] aber dann fühlte ich mich auf einmal ganz kribbelig (Anmerkung: giddy = schwindelig, im Sinne von Gefühl des Verliebtseins). […] Ich sah etwas Licht am Ende des Tunnels und dieses Mal fühlte es sich nicht mehr so an, als ob es ein herrannahender Zug ist. Ich verfolgte die Möglichkeit (Anmerkung: ...einer Beziehung) nicht weiter, weil sie mir schon genügend Inspiration zum schreiben der Lieder gegeben hatte. Das spiegelt mein verdrehtes Wesen wider – am Ende verbrachte ich mehr Zeit damit, darüber zu schreiben, als zu handeln. […]“

Über die Texte sagte er in einem Interview bei delta radio aus, dass er keine direkten "Tagebuchsongs" möge, sondern eben solche, über die man nachdenken müsse und die für jeden Hörer eine eigene Geschichte formen.
Deshalb sind die Texte des Albums für HIM-Alben erstaunlich umfangreich ausgefallen. Ville Valo sagte dazu: […] Wenn du dir moderne Sachen anhörst und ich tue das eher selten, wirst du feststellen, dass sie auch alle ungeheuer vollgestopft sind. Wir wollten in die gleiche Kerbe schlagen, ohne die Songs zu überfrachten. […] Die Frage, die wir beantworten wollten, lautet: wie gelingt es uns, so viel Information wie möglich in jeden Song zu packen, ohne dass ein großes Durcheinander entsteht?

## Veröffentlichungen und Chartplatzierungen
Das Album ist als Vinyl und CD erhältlich. In Finnland, dem Heimatland der Band, erreichte das Album Platz 2 der Charts, in Deutschland Platz 4 und in Österreich und der Schweiz jeweils Platz 7. In den USA und England befand es sich immerhin unter den Top 50.
Am 6. Januar 2010 wurde die Heartagram-Edition auf der offiziellen Webpräsenz angekündigt. Diese enthält zusätzlich die CD Baudelaire in Braille, welche alle Titel als Akustikversion liefert. Die Saint Scream genannte Covergrafik liegt als handgepresster Siebdruck ebenfalls bei.
Neben dieser limitierten Version gibt es auch eine Doppel-CD, die das reguläre Album und die Acoustic-CD enthält.
Als erster Titel wurde Heartkiller am 4. Dezember 2009 auf Myspace zum Stream angeboten, vier Tage später dann als MP3-Download auf iTunes. Live wurde es erstmals zusammen mit Love the Hardest Way und Scared To Death auf dem Helldone Festival 2009 in Helsinki präsentiert. Heartkiller erschien zusammen mit Shatter Me With Hope (The Sword of Democles) als CD-Single am 5. Februar 2010 in Deutschland.

## Infos zu den Videoclips
Heartkiller war die erste Single aus dem Album. Im Video sieht man die Band im Dunkeln spielen und es werden immer wieder Tiere (genau genommen Tierpräparate) eingeblendet und ab und zu das Gesicht einer Frau. Alles ist in blauen und roten Neonfarben eingefärbt. Ville Valo sieht im Video sehr abgemagert aus, anscheinend da er, laut eigener Aussage, aufgrund einer Lungenentzündung an Gewicht verloren hatte. Regie führte James Copeman.
Das zweite Musikvideo war Scared to Death. Es wurde in Australien gedreht. Valo läuft im Video durch eine Stadt und man sieht immer wieder kleine weiße Dreiecke die von Gebäuden und Treppen herunterfallen oder vom Himmel regnen. Regie führte Eugene Riecansky.
Ode to Solitude enthält schwarz-weißes Filmmaterial von einer Tour.
Außerdem gibt es Promotionvideos zu einigen Liedern, die nicht sehr professionell gemacht aussehen und am ehesten mit experimenteller Kunst zu beschreiben sind:
- In Shatter Me With Hope wird ein Photo von Valos Klaus Kinski Tattoo verbrannt.
- In Like Saint Valentine sieht man kahle Bäume abwechselnd mit Szenen, in denen jemand den Text des Liedes auf Papier schreibt. Außerdem sieht man ein Kind das das ganze auf einem Bildschirm anschaut.
- In Dying Song sieht man verschwommene Aufnahmen von Wasserflächen, Sträuchern, Bäumen, Gleisen, Spinnweben usw. an einem tristen Regentag. Die Wassertropfen bilden den Schwerpunkt.
- In In Venere Veritas sieht man zwei Leute die einen Lügendetektortest machen.

## Infos zu einzelnen Songs
- Disarm Me wurde bereits irgendwann zwischen 2001 und 2003 geschrieben, konnte aber erst jetzt seine Veröffentlichungsreife erlangen.[16][17]
- In the arms of rain entstand in Erinnerung an Kindertage und wie er mit seinem Bruder Jesse im Regen herumgerannt ist.[16]
- Mit dem Ausdruck "lesser light" ("kleineres Licht") in Heartkiller, ist laut Valo, der Mond gemeint.[18]
- Der Ausdruck "In Venere Veritas" ist von der lateinischen Redewendung "In vino veritas" ("Im Wein liegt die Wahrheit") abgeleitet und bedeutet übersetzt "In der Liebe liegt die Wahrheit".[16]
- Über Katherine Wheel sagte Ville, dass es von unterschiedlichen Katherines handelt. Eine sei die Heilige Katharina von Alexandrien, die gerädert wurde; über die anderen Katherines sprach er nicht.[19][16]
- In Shatter me with hope ist eine Art Rätsel angegeben: She’ll be the witness to the repose of Evelyn […] turn to page 43 and you’ll know how I feel (Sie wird die Zeugin der Ruhestätte Evelyns sein […] schlag Seite 43 auf, und du weißt wie ich mich fühle). Einige Fans fanden heraus, dass damit ein Foto aus dem Life Magazin (vom Mai 1947) von Seite 43 gemeint sein muss. Man sieht dort eine junge Frau, Evelyn McHale, die vom Empire State Building gesprungen ist und tot auf einem zerbeulten Auto liegt. Zuvor schrieb sie: […] My fiance asked me to marry him in June. I don’t think I would make a good wife for anybody. He is much better off without me. […] ([…] Mein Verlobter fragte mich letzten Juni ob ich ihn heiraten möchte. Ich glaube nicht, dass ich für irgendjemanden eine gute Ehefrau sein könnte. Ohne mich ist er besser dran.) Ob die betreffenden Textzeilen in Shatter me with hope unter reines Geschichtenerzählen fallen oder ob sie etwas damit zu tun haben wie sich Ville Valo damals fühlte, ist nicht bekannt. Auch nicht, ob er sich auf das Foto (also Selbstmordgedanken oder das Gefühl des „zerschmettert seins“, was widersprüchlich zu Valos damaliger Situation wäre) bezieht oder die hinterlassene Nachricht, in der E. McHale sagte sie wäre für niemanden eine gute Partnerin.

## Sonstiges
- Gitarrist Linde veröffentlichte am 18. Juni 2010 sein zweites Daniel-Lioneye-Album Vol II. Dabei handelt es sich um ein Nebenprojekt an dem auch seine Bandkollegen Mige (Bass) und Burton (Keyboard) beteiligt waren.
- Im Dezember 2010 wurde SWRMX veröffentlicht, dabei handelt es sich um ein Album mit Remixen der Screamworks-Lieder. Mit diesem Album endete HIMs Vertrag über vier Alben mit Sire Records (Warner Music), bei denen sie seit 2005 (Dark Light) waren. Es wurde darüber spekuliert, ob HIM das Remixalbum nur deshalb machten, um den Vertrag schnellstmöglich zu erfüllen, da sie nicht mehr mit der Plattenfirma zufrieden waren (eigentlich macht es keinen Sinn einen Vertrag über eine Veröffentlichung sozusagen zu vergeuden). Offiziell sage Ville Valo, dass es ihn interessierte ein Remixalbum herauszubringen. Jahre zuvor sagte er im Buch Synnin Viemää über Deep Shadows and Brilliant Highlights aber im Prinzip das Gegenteil: Ich habe die Idee irgendwann ein Remix des ganzen Albums zu machen. Auf diese Art und Weise kann ich sozusagen das zerstören was auf so lange und schwere Weise entstand. All diese harte Arbeit kann erneut vorgenommen werden, indem man nur an ein paar Knöpfen dreht.[20] Ob er inzwischen wirklich Interesse an elektronischer Musik entwickelt hat oder ob er das Album einfach "zerstören" wollte, indem Remixe aus den Liedern gemacht werden, weil er mit dem Abschneiden von Screamworks unzufrieden war,[21] bleibt offen.

## Titelliste
Die Stücke ohne weitere Angaben wurden von Ville Valo geschrieben.

### Screamworks (Standard-Version)
1. In Venere Veritas – 3:36
2. Scared to Death – 3:41
3. Heartkiller – 3:29
4. Dying Song – 3:32
5. Disarm Me (With Your Loneliness) – 4:01
6. Love, the Hardest Way – 3:20
7. Katherine Wheel – 3:26
8. In the Arms of Rain – 3:47
9. Ode to Solitude – 3:58
10. Shatter Me With Hope – 3:52
11. Acoustic Funeral (For Love in Limbo) – 3:58
12. Like St. Valentine – 3:15
13. The Foreboding Sense of Impending Happiness – 3:14

### Deluxe Edition (mit Bonus-CD:Baudelaire in Braille)
- CD 1: Standard-Version des Albums
- CD 2: Titelliste und Reihenfolge wie in der Standard-Version, aber alle Lieder sind akustisch.